# Tanjung Gelumpang
Tanjung Gelumpang is een bestuurslaag in het regentschap Aceh Tamiang van de provincie Atjeh, Indonesië. Tanjung Gelumpang telt 630 inwoners (volkstelling 2010).